# NGC 932
NGC 932 (również PGC 9379 lub UGC 1931) – galaktyka spiralna (Sa), znajdująca się w gwiazdozbiorze Barana. Odkrył ją William Herschel 29 listopada 1785 roku. W wielu katalogach galaktyka ta nosi błędne oznaczenie NGC 930.
W galaktyce tej zaobserwowano supernową SN 1992bf.